# Steve Lombardi
Steve Lombardi (* 18. April 1962 in Brooklyn, New York) ist ein US-amerikanischer Wrestler mit italienischen Wurzeln. Bekannt wurde er vor allem unter dem Ringnamen The Brooklyn Brawler bei WWE, wo er bis heute tätig ist. 

## Karriere
Lombardi wird als der bekannteste „Edeljobber“ der WWE-Geschichte bezeichnet. Die meiste Zeit verbrachte er mit Verlieren im Ring. Trotzdem hat Lombardi sich einen Sonderstatus in der Welt des Wrestling erarbeitet. Wann immer ein Aufbaugegner oder Ersatzmann für Kämpfe mit den absoluten Topstars gebraucht wurde, setzte man Lombardi ein. Auch als Manager trat Lombardi maskiert in Erscheinung. Lombardi war der am längsten unter Vertrag stehende Wrestler der WWE, bevor er am 10. Mai 2016 entlassen wurde.

### WWE
Steve Lombardi begann seine WWE-Karriere 1983 und trat unter seinem bürgerlichen Namen auf. Die ersten Jahre arbeitete er als Jobber. 1989 wurde ihm dann Bobby „The Brain“ Heenan als Manager zugewiesen und man nannte ihn fortan The Brooklyn Brawler. In dieser Zeit fehdete er mit The Red Rooster, da sein Manager sich innerhalb der Storyline an diesem rächen wollte. 
1990 wurde Lombardi wieder zum Edeljobber zurückgestuft und trat gelegentlich unter Masken oder mit Gesichtsbemalung auf. So trat er als einer der vielen Doinks, als Kim Chee (der Bändiger von Kamala), als einer der drei maskierten Ritter bei der Survivor Series ’93 und als MVP/Abe Schwarz (Baseballspieler-Gimmick) an. 1996 gewann er eine Battle Royal im Madison Square Garden und hatte später am Abend einen WWF Title Kampf gegen Shawn Michaels. 
Seit Ende der 1990er Jahre arbeitet Lombardi zusätzlich als Road Agent und Repräsentant der WWE.
Am 9. Mai 2003 musste er sich einer Nackenoperation unterziehen. Am 24. Juli 2003 bereits nahm er jedoch an einer Storyline um die APA teil. In den Folgejahren trat er immer mal wieder sporadisch bei diversen WWE Sendungen auf, dabei auch unter Masken bzw. offiziell unerkannt.

## Titel und Erfolge
- Border City Wrestling

- 1× BCW Can-Am Heavyweight Championship
- 1× BCW Can-Am Television Championship

- NWA Michigan

- 1× NWA Michigan Heavyweight Championship